# Tallanassos gros
El tallanassos gros (Onychogomphus uncatus) és una espècie d'odonat anisòpter de la família Gomphidae.

## Descripció
Aquesta libèl·lula és una mica més grossa i més rara que el tallanassos petit (Onychogomphus forcipatus). Els adults assoleixen els 65 mil·límetres de llargada.
Els ulls de Onychogomphus uncatus estan àmpliament separats i són de color blau o gris-blau brillant, no verds. Al costat del tòrax hi té una línia de color negre que no toca la línia mitjana. El collaret groc a la part davantera del tòrax és interrompuda per una franja de color negre. Té quatre cel·les en el triangle anal de l'ala posterior, però no hi ha una línia groga al vèrtex. Els cercoides són sempre de color groc. El seu cicle de vida dura uns tres anys.

## Hàbitat
Viuen prop de rierols i estanys des de mig abril fins a finals d'agost.

## Distribució
És present a Bèlgica, França, Alemanya, Itàlia, Espanya, Portugal i Suïssa.
És una espècie present a Catalunya i a la península Ibèrica.

## Galeria

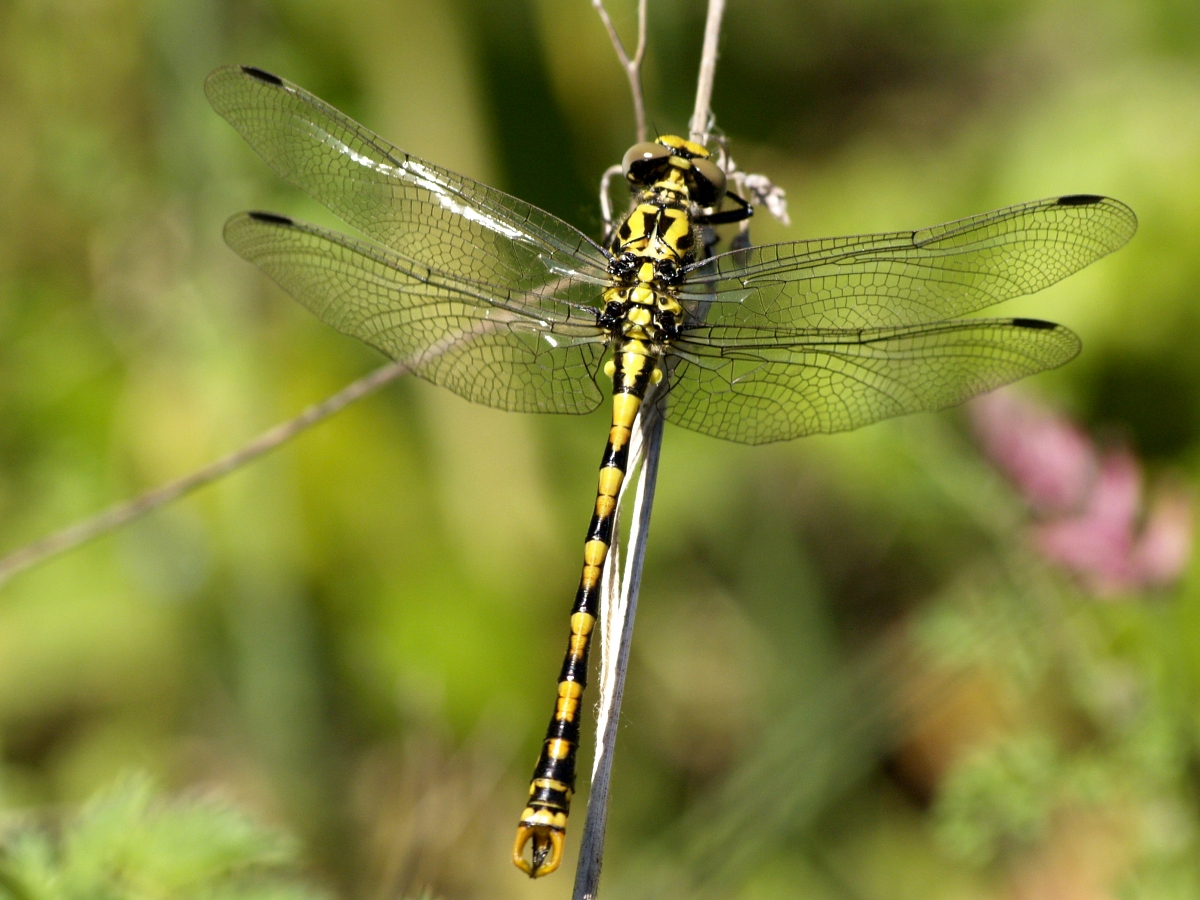
Mascle
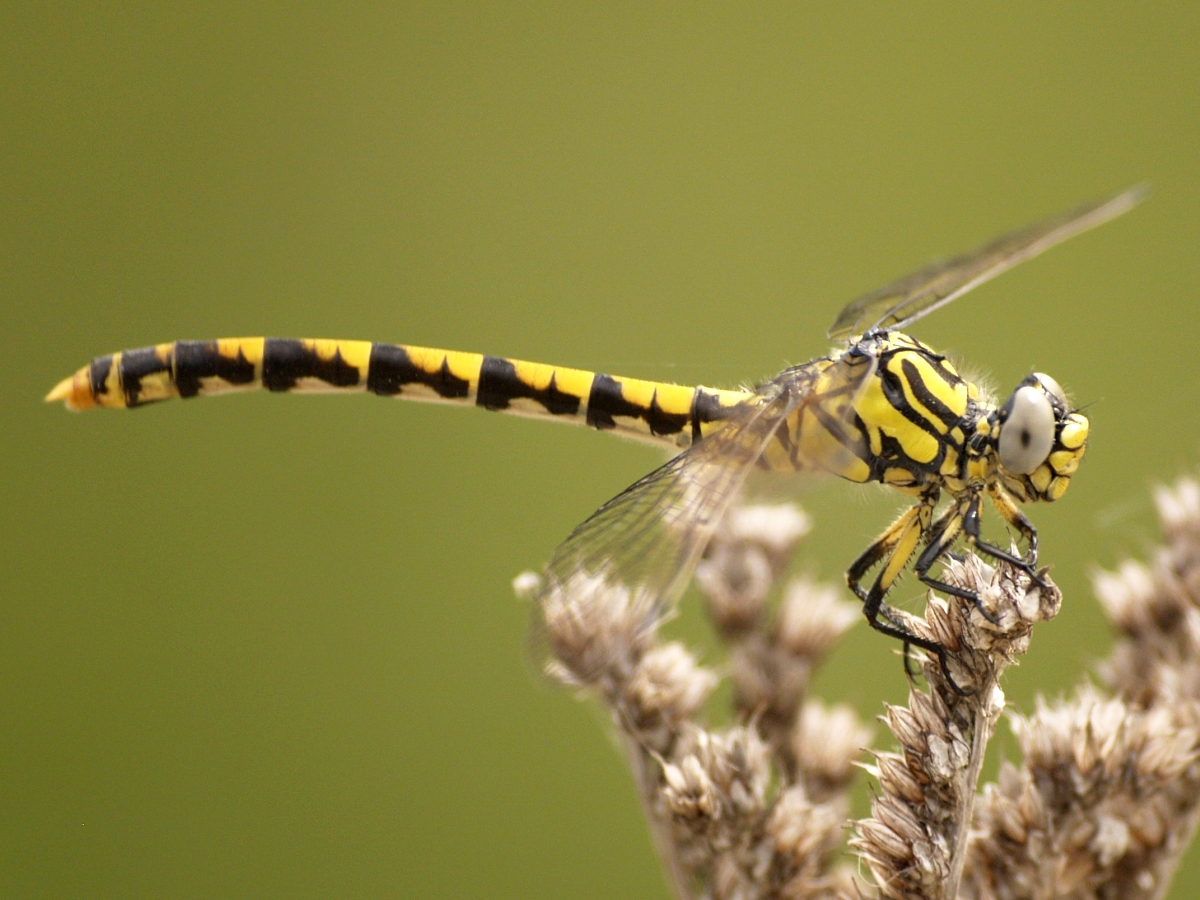
Femella
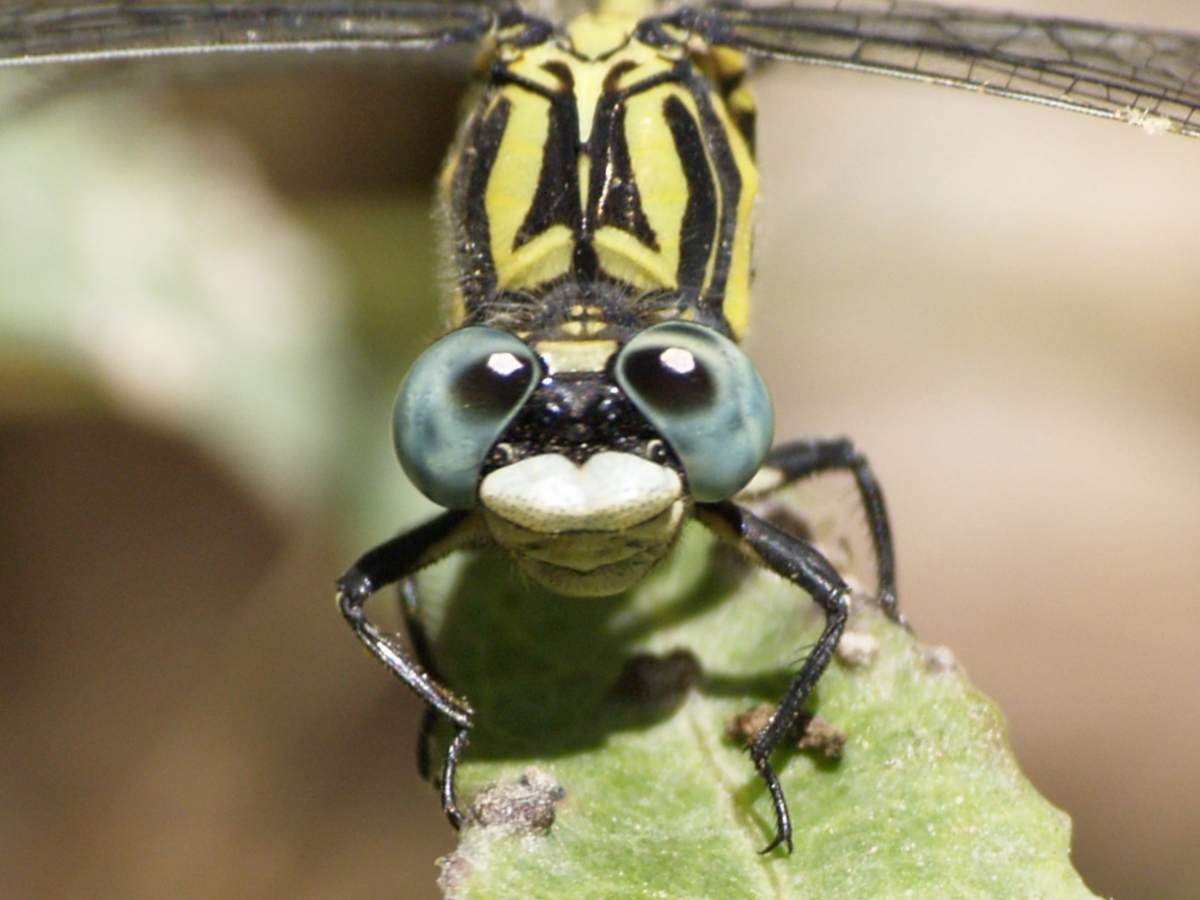
Detall ulls i tòrax
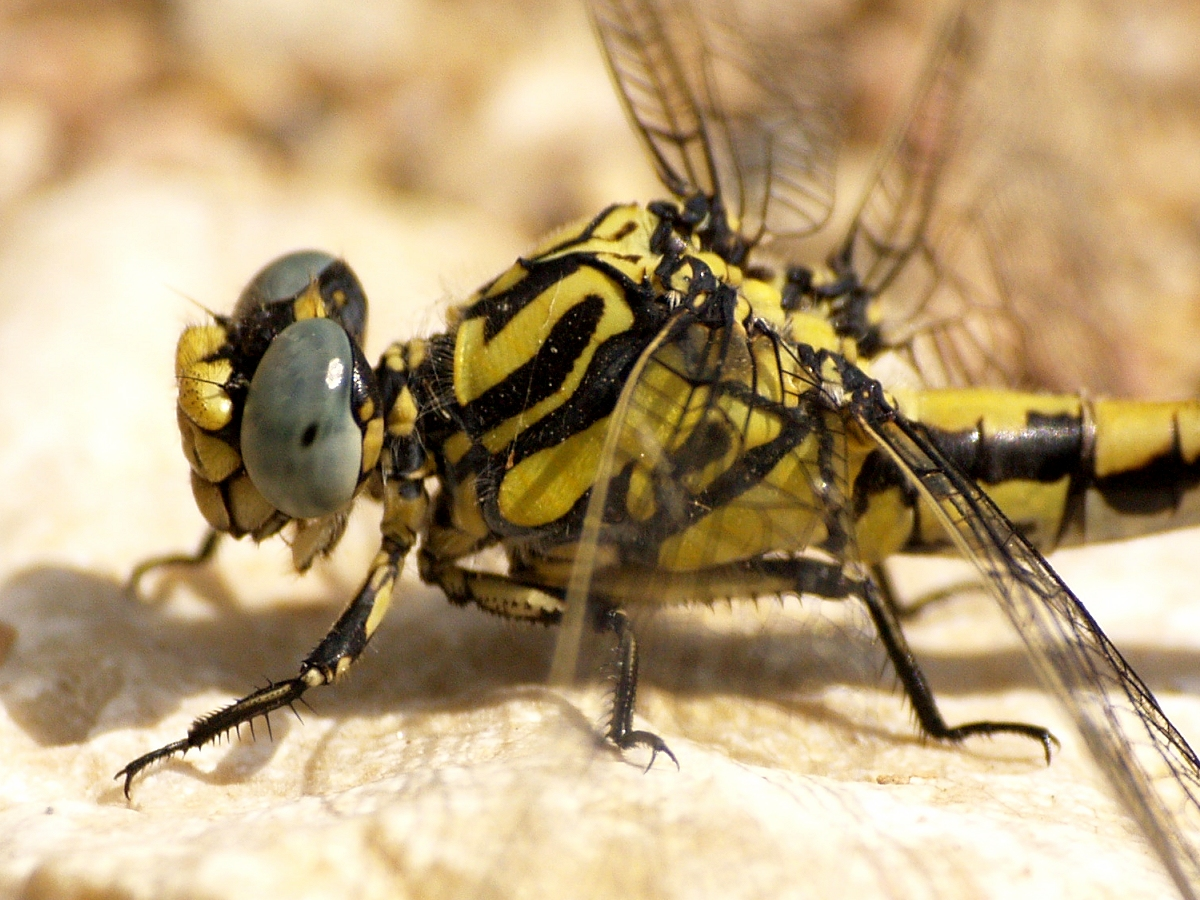
Detall cap i tòrax
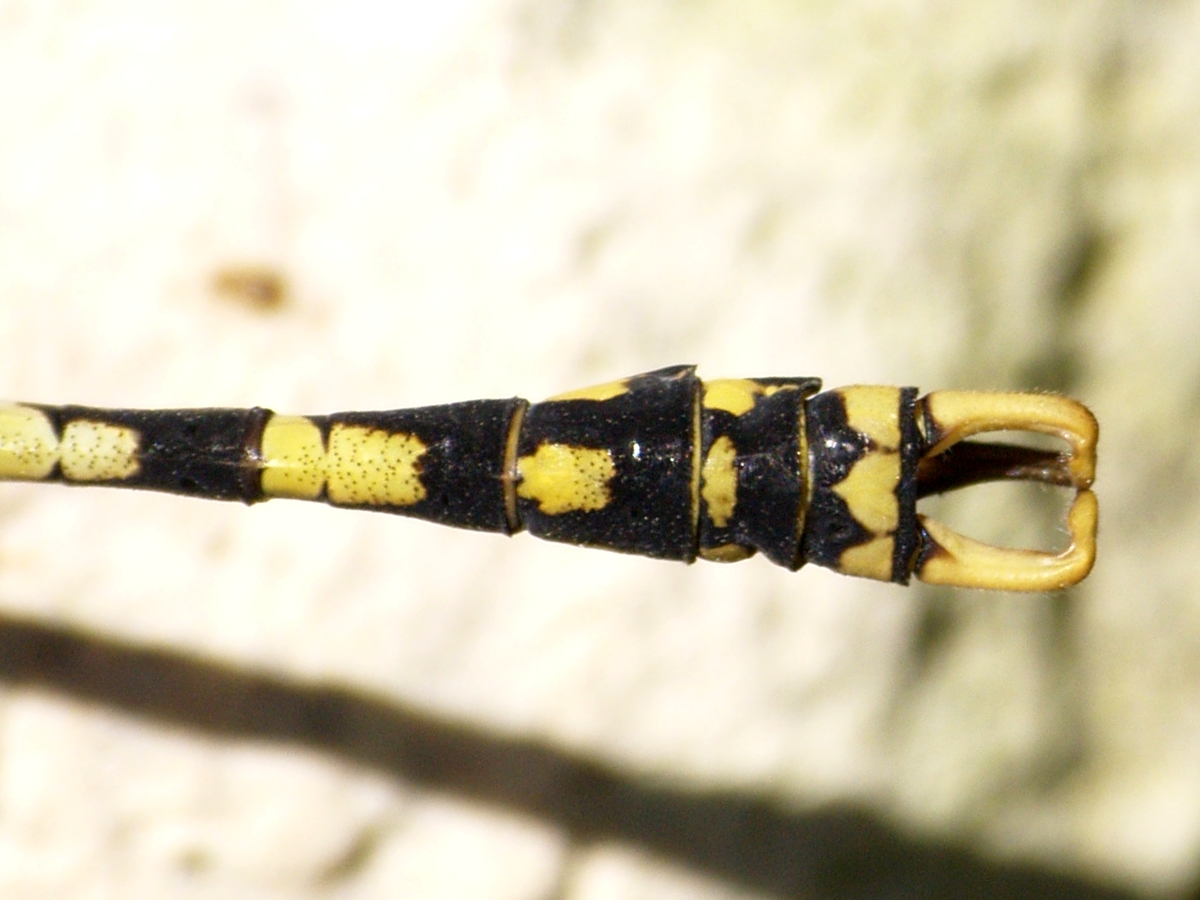
Cercoides
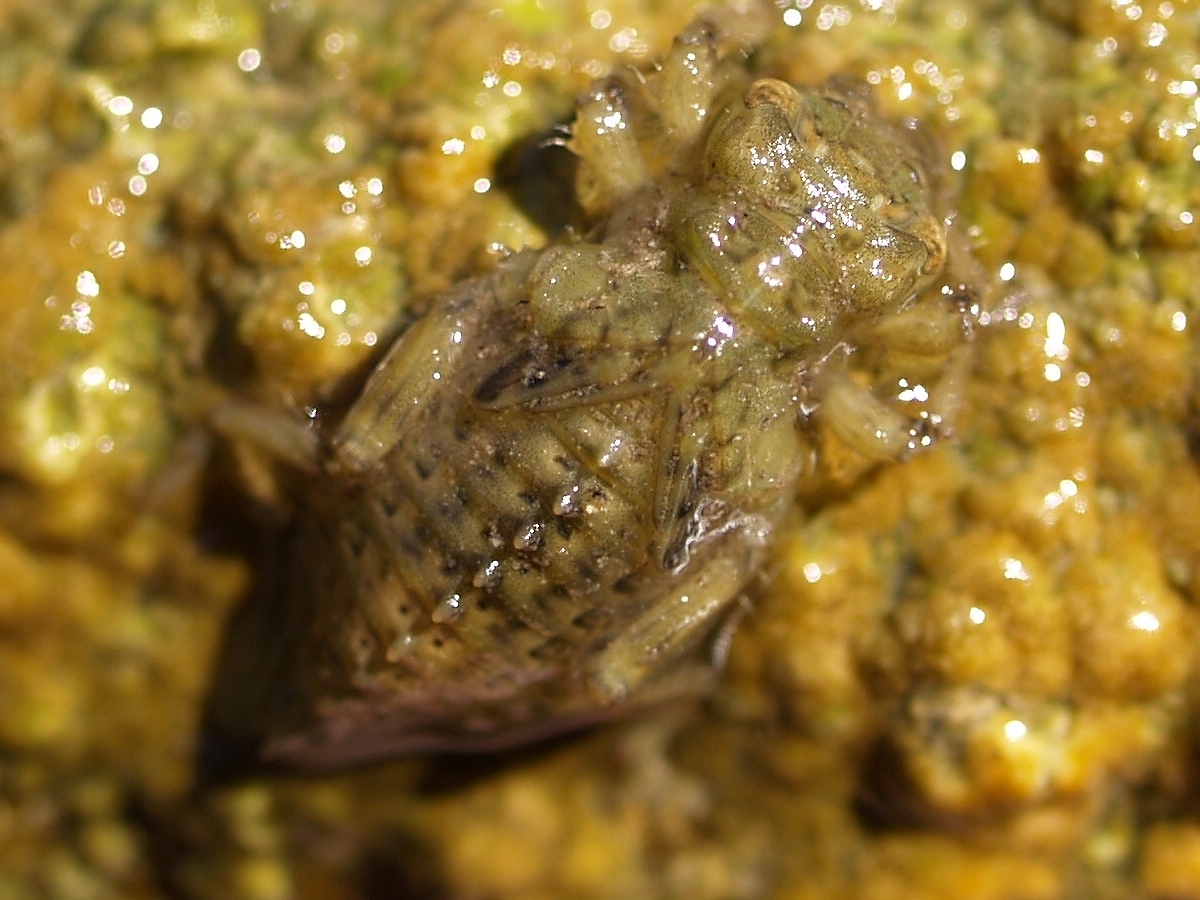
Nimfa
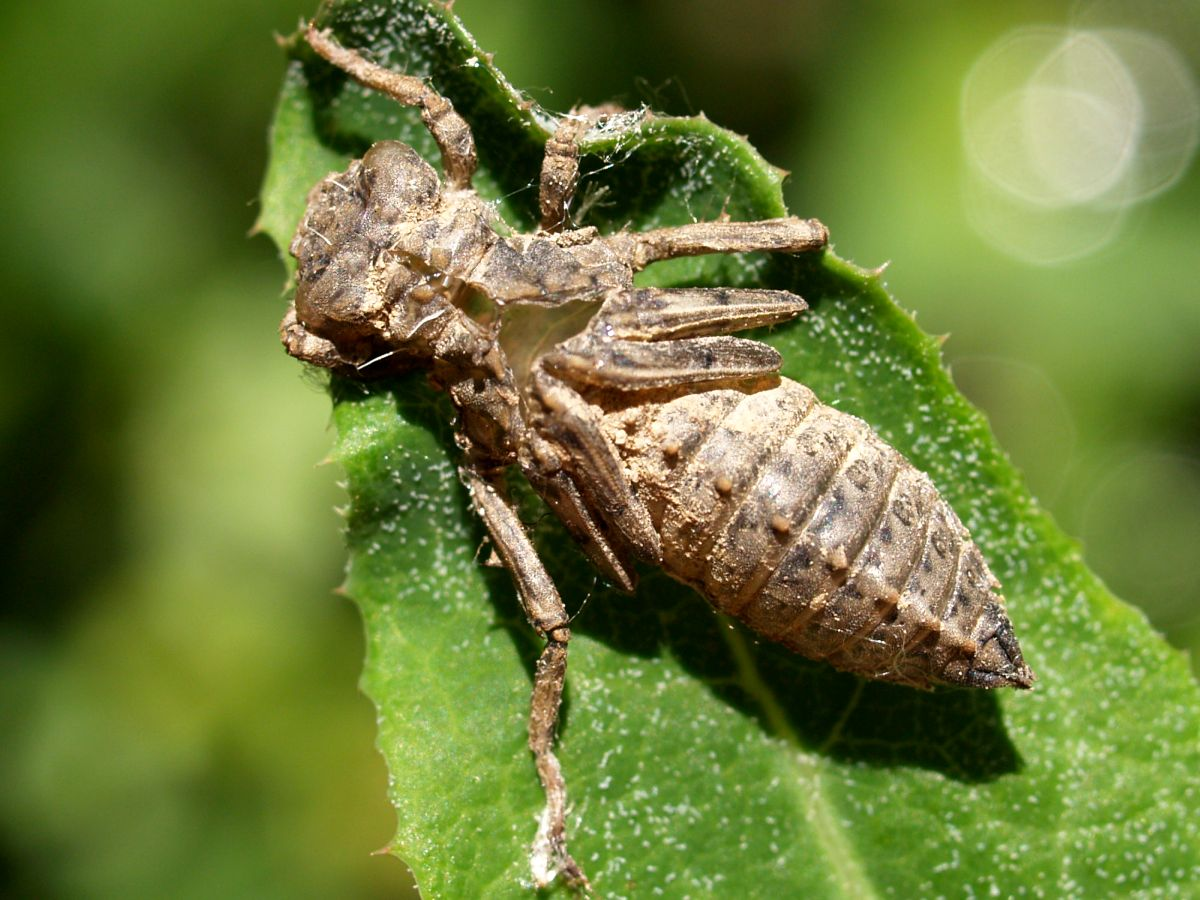
Exúvia